# Леонтьевское сельское поселение (Костромская область)
Лео́нтьевское се́льское поселе́ние — бывшее муниципальное образование в Мантуровском районе Костромской области.
Административный центр — деревня Леонтьево.

## История
Леонтьевское сельское поселение образовано 30 декабря 2004 года в соответствии с Законом Костромской области № 237-ЗКО, установлены статус и границы муниципального образования.
13 июля 2012 года в соответствии с Законом Костромской области от 13 апреля 2012 года № 212-5-ЗКО в состав поселения включено упразднённое Угорское сельское поселение.
Леонтьевское сельское поселение утратило статус муниципального образования 1 января 2019 года, в соответствии с Законом Костромской области от 20 июня 2018 года.

## Население
| 2008 | 2010 | 2012 | 2013 | 2014 | 2015 | 2016 |
| ---- | ---- | ---- | ---- | ---- | ---- | ---- |
| 1168 | ↘708 | ↘682 | ↗957 | ↘930 | ↘920 | ↘884 |
| 2017 | 2018 |      |      |      |      |      |
| ↘869 | ↘843 |      |      |      |      |      |

## Состав сельского поселения
| №  | Населённый пункт | Тип населённого пункта          | Население |
| -- | ---------------- | ------------------------------- | --------- |
| 1  | Авксентьево      | деревня                         | ↗68       |
| 2  | Аносово          | деревня                         | ↗18       |
| 3  | Антропьево       | деревня                         | ↘2        |
| 4  | Афанасьево       | деревня                         | ↘10       |
| 5  | Бажино           | деревня                         | →0        |
| 6  | Береговая        | деревня                         | ↘5        |
| 7  | Большая Поповица | деревня                         | →0        |
| 8  | Выползово        | деревня                         | ↗11       |
| 9  | Городищево       | деревня                         | →0        |
| 10 | Давыдово         | деревня                         | ↗30       |
| 11 | Дмитриево        | деревня                         | ↘3        |
| 12 | Завражьево       | деревня                         | →4        |
| 13 | Зашильское       | деревня                         | ↘3        |
| 14 | Карьково         | посёлок                         | ↗323      |
| 15 | Ледина           | деревня                         | ↘8        |
| 16 | Леонтьево        | деревня, административный центр | ↗141      |
| 17 | Малая Поповица   | деревня                         | →0        |
| 18 | Медведево        | деревня                         | ↗8        |
| 19 | Мослово          | деревня                         | ↗44       |
| 20 | Никитино         | деревня                         | ↗1        |
| 21 | Полома           | деревня                         | ↗8        |
| 22 | Ступино          | деревня                         | ↗1        |
| 23 | Туйково          | деревня                         | ↗5        |
| 24 | Угоры            | деревня                         | ↘184      |
| 25 | Усолье           | деревня                         | ↘63       |
| 26 | Хлябишино        | деревня                         | ↗51       |
| 27 | Шилово           | деревня                         | ↘2        |
| 28 | Шулёво           | деревня                         | ↘10       |